# Halcampella robusta
Halcampella robusta is een zeeanemonensoort uit de familie Halcampoididae.
Halcampella robusta is voor het eerst wetenschappelijk beschreven door Carlgren in 1931.